# 特雷·克劳德
特雷·克劳德（Trae Crowder，？—）是一位美国喜剧演员，同时也是《The Liberal Redneck Manifesto: Draggin' Dixie Outta the Dark》一书的共同作者。

## 早年生活与教育
克劳德在田纳西乡下长大。他是他家族中第一个大学毕业并拿到MBA的人。他现在和他的妻子还有两个年幼的儿子生活在东田纳西。

## 职业生涯
2010年，克劳德在一家田纳西州诺克斯维尔市喜剧俱乐部Side Splitters的“大众麦克风之夜”上开始成为单口喜剧演员。这之后他开始形成自己的主要角色，也被称为：自由的乡下人。他标志性的喜剧独白在给他带来争议的同时也让他在YouTube上收获了累计超过百万的播放量。在他的自由乡下人视频开始病毒式传播之后，他也开始出现在许多电视广播节目中。
他现在正在和他的喜剧演员同行们以及编剧伙伴德鲁·摩根和科雷·莱恩·佛雷斯特一起进行WellRED喜剧巡演。

### 书籍
- 《乡下人的自由宣言：把南方人从黑暗中拉出来》(2016) [2]